# آنتوآن گومز
آنتوآن گومز (پرتغالی: Antoine Gomez؛ زادهٔ ۲۶ اوت ۱۹۲۷ - درگذشته ۱ ژانویهٔ ۲۰۱۰) دوچرخه‌سوار اهل پرتغال بود.